# Свапущенское сельское поселение
Свапущенское се́льское поселе́ние — упразднённое муниципальное образование в Осташковском районе Тверской области Российской Федерации.
Административный центр — деревня Свапуще.

## Географические данные
- Общая площадь: 308,5 км²
- Нахождение: северо-западная часть Осташковского района
  - Граничит:
    - на северо-востоке — с Залучьенским СП
    - на востоке — с Ботовским СП
    - на юго-востоке — с Хитинским СП
    - на юге — с Пеновским районом, Заевское СП и Чайкинское СП
    - на юго-западе — с Пеновским районом, Рунское СП
    - на северо-западе — с Новгородской областью, Марёвский район

На территории поселения, у деревни Волговерховье находится исток реки Волги. В пределах поселения находится большая часть озера Стерж и западная часть озера Селигер. Всего здесь более 20 озёр.
По поселению проходит автодорога «Осташков — Волговерховье».

## История
До XVIII века территория поселения относилась к волости Стерж Деревской пятины Новгородской земли.
- После реформ Петра I территория поселения входила:
  - в 1708—1727 гг. в Санкт-Петербургскую (Ингерманляндскую 1708—1710 гг.) губернию, Тверскую провинцию,
  - в 1727—1775 гг. в Новгородскую губернию, Тверскую провинцию,
  - в 1775—1796 гг. в Тверское наместничество, Осташковский уезд,
  - в 1796—1929 гг. в Тверскую губернию, Осташковский уезд,
  - в 1929—1935 гг. в Западную область, Осташковский район,
  - в 1935—1990 гг. в Калининскую область, Осташковский район
  - с 1990 в Тверскую область, Осташковский район.

В середине XIX-начале XX века большинство деревень поселения относились к Залесской волости Осташковского уезда.
Образовано в 2005 году, включило в себя территорию Свапущенского и часть территории Залучьенского сельских округов.
Законом Тверской области от 17 апреля 2017 года № 27-ЗО, все муниципальные образования Осташковского района были преобразованы в Осташковский городской округ.

## Население
| 2002 | 2005 | 2008 | 2010 | 2011 | 2012 | 2013 |
| ---- | ---- | ---- | ---- | ---- | ---- | ---- |
| 718  | ↘641 | ↗660 | ↘588 | ↘584 | ↗621 | ↘596 |
| 2014 | 2015 | 2016 | 2017 |      |      |      |
| ↘583 | ↘574 | ↗575 | ↘571 |      |      |      |

## Состав сельского поселения
На территории поселения находятся следующие населённые пункты:
| №  | Населённый пункт | Тип населённого пункта          | Население |
| -- | ---------------- | ------------------------------- | --------- |
| 1  | Алексеевское     | деревня                         | ↘1        |
| 2  | Барутино         | деревня                         | ↗1        |
| 3  | Белка            | деревня                         | ↘8        |
| 4  | Волговерховье    | деревня                         | ↘1        |
| 5  | Воровское        | деревня                         | →1        |
| 6  | Вороново         | деревня                         | →7        |
| 7  | Высокое          | деревня                         | ↘11       |
| 8  | Городок          | деревня                         | ↗6        |
| 9  | Залесье          | деревня                         | →7        |
| 10 | Ивановское       | деревня                         | →1        |
| 11 | Ивановщина       | деревня                         | ↘0        |
| 12 | Игнашовка        | деревня                         | →5        |
| 13 | Коковкино        | деревня                         | ↘59       |
| 14 | Колода           | деревня                         | →0        |
| 15 | Липуха           | деревня                         | →0        |
| 16 | Люшино           | деревня                         | →0        |
| 17 | Мосеевцы         | деревня                         | ↘29       |
| 18 | Новинка          | деревня                         | ↘10       |
| 19 | Подгорье         | деревня                         | ↗1        |
| 20 | Рвеница          | деревня                         | →40       |
| 21 | Савина Гора      | деревня                         | →0        |
| 22 | Свапуще          | деревня, административный центр | ↘354      |
| 23 | Сосново          | деревня                         | ↘15       |
| 24 | Старое Село      | деревня                         | ↘5        |
| 25 | Тарасово         | деревня                         | ↘1        |
| 26 | Трестино         | деревня                         | ↘0        |
| 27 | Третники         | деревня                         | ↗14       |
| 28 | Узгово           | деревня                         | ↘1        |
| 29 | Урицкое          | деревня                         | ↘0        |
| 30 | Шалабаево        | деревня                         | →0        |
| 31 | Шелехово         | деревня                         | →0        |

Деревня Шалабаево образована в 2003 году.

## Экономика
Основное предприятие — СПК «Заозёрное».

## Достопримечательности
В деревне Волговерховье находится Исток Волги.